# Молох (фильм)
«Моло́х» (нем. Moloch) — кинофильм-драма 1999 года российского кинорежиссёра Александра Сокурова на немецком языке. Первый в тетралогии «Молох» — «Телец» — «Солнце» — «Фауст».

## Сюжет
Действие фильма разворачивается в течение суток в призрачном и неприступном доме, построенном в Альпах для человека власти. Власть, претендующая на покорение всего мира, произвела разрушительную работу прежде всего над теми, кто её олицетворял: Адольф Гитлер и Ева Браун — несоединимые партнёры любовной драмы.

## В ролях
- Елена Руфанова — Ева Браун
- Леонид Мозговой — Адольф Гитлер
- Ирина Соколова — Йозеф Геббельс
- Елена Спиридонова — Магда Геббельс
- Владимир Богданов — Мартин Борман
- Лев Елисеев — мажордом
- Анатолий Шведерский — пастор
- Сергей Ражук — секретарь
- Максим Сергеев — адъютант
- Наталья Никуленко — служанка
- Илья Шакунов — снайпер

## Съёмочная группа
- Режиссёр-постановщик: Александр Сокуров
- Сценарист: Юрий Арабов

немецкая версия — Марина Коренева
- Операторы: Алексей Фёдоров, Анатолий Родионов
- Генеральный продюсер: Виктор Сергеев
- Сопродюсеры: Рио Саитани, Томас Куфус
- Художник-постановщик: Сергей Коковкин
- Звукорежиссёры: Владимир Персов, Сергей Мошков
- Монтаж: Леда Семёнова
- Художник по костюмам: Лидия Крюкова
- Художники по гриму: Екатерина Бесчастная, Людмила Козинец, Жанна Родионова
- Музыкальные композиции из произведения Л. ван Бетховена, Г. Малера, Р. Вагнера и архивных записей 1930—40 гг.

Производство «Ленфильм», Госкино России, «Fusion Product» (Япония), «Zero Film» (ФРГ) при участии «Flimboard Berlin/Brandenburg GmbH» (ФРГ) и «Fondation Montecinemaverita» (Швейцария).

## Награды и номинации
- Приз «За лучший сценарий» Ю. Арабову (перевод на немецкий язык Марины Кореневой) на МКФ в Каннах[3], Франция (1999).
- Гран-при фильму, приз за лучшую женскую роль Е. Руфановой, диплом гильдии киноведов и кинокритиков СК России на X Открытом российском МКФ «Кинотавр» в Сочи (1999).
- Лауреаты национальной премии кинокритиков и кинопрессы «Золотой овен» (1999):
  - за лучший сценарий Ю. Арабов
  - за лучшую операторскую работу А. Федоров и А. Родионов
  - за лучшую мужскую роль — Леонид Мозговой
  - за лучшую женскую роль — Елена Руфанова.
- Приз за лучшую режиссуру А. Сокурову и приз прессы, приз за лучшую женскую роль Е. Руфановой на МКФ «Виват кино России!» в Санкт-Петербурге (1999).
- Приз за лучшую режиссёрскую работу на кинофестивале в Кингисеппе (2000).
- Фильм занял первое место на рейтинге среди кинематографистов и журналистов на VII фестивале российского кино «Окно в Европу» в Выборге (1999).
- VII МКФ «Фестиваль фестивалей» в Санкт-Петербурге (1999):
  - Гран-при фестиваля
  - Приз за лучшую режиссуру А. Сокурову
  - специальный диплом «За изобразительную культуру».
- Приз прессы фильму на народном фестивале «Новое кино России» в Челябинске (2000).

## Съёмки
- Большинство сцен фильма сняты в летней высокогорной резиденции Гитлера на горе Кельштайн — Кельштайнхаус («Орлиное гнездо») (нем. Kehlsteinhaus), Берхтесгаден, Германия.[источник не указан 3087 дней]
- Фильм выдвигался от России на премию американской киноакадемии «Оскар», США (1999).
- Роль Геббельса сыграла народная артистка РСФСР Ирина Соколова. Но в титрах написано другое имя — Леонид Сокол.

## Рецензии
- Брашинский М. Молох (рецензия) // Афиша (1 января 2001 г.). — 10.09.2008.